# Schouderdystocie

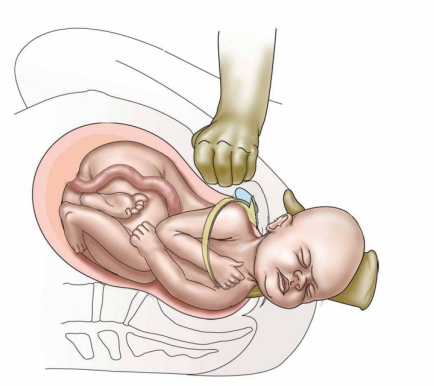
Schouderdystocie

Schouderdystocie (ICD-10 O66.0) is een wanverhouding tussen het kind en het geboortekanaal van de moeder gedurende een vaginale bevalling, waardoor de schouders ingeklemd raken.
Bij schouderdystocie blijft de voorste schouder steken (hokken) achter het schaambeen (os pubis) van de moeder. Als het hoofdje geboren is, treedt er daardoor een probleem op bij de afwikkeling van de romp van het kind. Dit komt bij ongeveer 1% van alle bevallingen voor.

## Complicaties
Er zijn twee grote problemen bij een schouderdystocie:
- Asfyxie: het kind kan nog niet ademen doordat het vastzit met de romp in het baringskanaal; hierdoor krijgt het kind zuurstoftekort.
- Mechanische beschadiging van het kind door de pogingen om het kind los te krijgen, zoals een zenuwbeschadiging (erbse parese).

## Risicofactoren
- groot kind, door o.a. suikerziekte, obesitas van de moeder, serotiniteit
- langdurige ontsluiting/uitdrijving
- bekkenafwijking
- kunstverlossing

50% van de zwangeren heeft geen van deze risico's

## Behandeling & procedures gedurende de bevalling
- hulp halen
- episiotomie
- Suprapubische impressie (= Rubin I manoeuvre)
- McRoberts manoeuvre
- Woods manoeuvre
- Rubin II manoeuvre
- "Afhalen" van de achterste armpje (= Barnum manoeuvre)
- Gaskin all fours manoeuvre
- breken van het sleutelbeen (clavicula)
- symfysiotomie
- Zavanelli manoeuvre en keizersnede

- Nationale Bibliotheek van Tsjechië: ph922951
- Nationale Bibliotheek van Israël: 987007544267105171